# Неквапливі пішоходи, омнібуси з відкритим верхом і кеби з кіньми, що скачуть
«Неквапливі пішоходи, омнібуси з відкритим верхом і кеби з кіньми, що скачуть» (англ. Leisurely pedestrians, open topped buses and hansom cabs with trotting horses) — німий короткометражний фільм режисера Вільяма Фрізе-Ґріна.

## Сюжет
Коротка кінострічка, знята винахідником і піонером кінематографа Вільямом Фрізе-Ґріном на целулоїдну плівку з використанням його хронофотографічної камери. Довгий час вважалась першим кінофільмом, до відкриття стрічок Луї Лепренса, що були зняті на рік раніше. 20 футів плівки показують дорожній та пішохідний рух біля воріт Епслі у лондонському Гайд-парку. Він ніколи не був публічно показаний і в даний час вважається втраченим.